# Turmhügel Kunreuth
Der Turmhügel Kunreuth bezeichnet eine abgegangene mittelalterliche Turmhügelburg (Motte) am östlichen Ortsrand von Kunreuth, einem Gemeindeteil des Marktes Presseck im Landkreis  Kulmbach in Bayern.
Von der ehemaligen Mottenanlage ist noch der quadratische Kernhügel mit Graben und Außenwall erhalten.